# 최정은 (연출가)
최정은은 대한민국의 텔레비전 드라마 연출감독이다.

## 드라마
- 2022년 KBS2 단막극 《KBS 드라마 스페셜 - 팬티의 계절》 ... 연출
- 2022년 KBS2 단막극 《KBS 드라마 스페셜 - 방종》 ... 연출
- 2024년 KBS2 저녁 일일연속극 《피도 눈물도 없이》 ... 공동연출